# Årslev Station
Årslev Station er en station på Svendborgbanen, og ligger i Årslev på Fyn.
Stifteren af Socialistisk Folkeparti, Aksel Larsen, var assistent på stationen 1917-1918, før han sagde sin stilling op og rejste til København.